# Tachina qingzangensis
Tachina qingzangensis är en tvåvingeart som beskrevs av Chao 1982. Tachina qingzangensis ingår i släktet Tachina och familjen parasitflugor. Inga underarter finns listade i Catalogue of Life.